# Campeonato Sudamericano de Waterpolo
El Campeonato Sudamericano de Waterpolo es la máxima competición sudamericana de waterpolo. Es organizado desde 1929 (torneo masculino) y desde por la Confederación Sudamericana de Natación (CONSANAT) en el marco del Campeonato Sudamericano de Natación.

## Torneo masculino

### Ediciones
| Año          | Sede                     |                  | Medalla de oro | Final Resultado | Medalla de plata |      | Medalla de bronce | Resultado | Cuarto lugar |
| 1929 Detalle | Santiago de Chile, Chile | Uruguay          | Lig.           | Argentina       | Chile            | Lig. | Perú              |           |              |
| 1934 Detalle | Buenos Aires, Argentina  | Argentina        | Lig.           | Brasil          | Uruguay          | Lig. | Chile             |           |              |
| 1935 Detalle | Río de Janeiro, Brasil   | Brasil           | Lig.           | Argentina       | Uruguay          | Lig. |                   |           |              |
| 1937 Detalle | Montevideo, Uruguay      | Uruguay          | 3-2 4-2        | Argentina       |                  |      |                   |           |              |
| 1938 Detalle | Lima, Perú               | Uruguay          | Lig.           | Perú            | Chile            | Lig. |                   |           |              |
| 1941 Detalle | Viña del Mar, Chile      | Uruguay          | 0 - 0 5 - 0    | Chile           |                  |      |                   |           |              |
| 1947 Detalle | Buenos Aires, Argentina  | Argentina        | Lig.           | Brasil          | Uruguay          | Lig. |                   |           |              |
| 1949 Detalle | Montevideo, Uruguay      | Uruguay          | Lig.           | Argentina       | Brasil           | Lig. |                   |           |              |
| 1952 Detalle | Lima, Perú               | Argentina        | Lig.           | Uruguay         | Brasil           | Lig. | Perú              |           |              |
| 1954 Detalle | São Paulo, Brasil        | Brasil           | 7 - 4 6 - 3    | Uruguay         |                  |      |                   |           |              |
| 1958 Detalle | Montevideo, Uruguay      | Argentina Brasil | 6 - 6          |                 | Uruguay          |      |                   |           |              |
| 1962 Detalle | Buenos Aires, Argentina  | Brasil           | Lig.           | Argentina       | Uruguay          | Lig. | Chile             |           |              |
| 1963 Detalle | Antofagasta, Chile       | Brasil           | Lig.           | Argentina       | Chile            | Lig. | Uruguay           |           |              |
| 1965 Detalle | Río de Janeiro, Brasil   | Brasil           | Lig.           | Argentina       | Uruguay          | Lig. |                   |           |              |
| 1984 Detalle | Río de Janeiro, Brasil   | Brasil           | Lig.           | Colombia        | Argentina        | Lig. | Uruguay           |           |              |
| 1986 Detalle | Santiago de Chile, Chile | Brasil           | Lig.           | Colombia        | Argentina        | Lig. | Uruguay           |           |              |
| 1990 Detalle | Rosario, Argentina       | Argentina        | Lig.           | Brasil          | Colombia         | Lig. | Venezuela         |           |              |
| 1996 Detalle | Porto Alegre, Brasil     | Brasil           | Lig.           | Argentina       | Colombia         | Lig. | Chile             |           |              |
| 2000 Detalle | Mar del Plata, Argentina | Brasil           | Lig.           | Argentina       | Colombia         | Lig. | Venezuela         |           |              |
| 2006 Detalle | Medellín, Colombia       | Brasil           | Lig.           | Colombia        |                  |      |                   |           |              |
| 2008 Detalle | São Paulo, Brasil        | Brasil           | Lig.           | Venezuela       | Colombia         | Lig. |                   |           |              |
| 2012 Detalle | Belem, Brasil            | Argentina        | Lig.           | Brasil          | Venezuela        | Lig. |                   |           |              |
| 2014 Detalle | Mar del Plata, Argentina | Brasil           | Lig.           | Argentina       | Venezuela        | Lig. |                   |           |              |
| 2016 Detalle | Asunción, Paraguay       | Argentina        | Lig.           | Colombia        | Brasil           | Lig. |                   |           |              |

1. ↑  Las selecciones jugaron una final. Tras persistir el empate luego de cuatro alargues ambas selecciones fueron declaradas campeonas.